# Morašice (kraj południowomorawski)
Morašice – gmina w Czechach, w powiecie Znojmo, w kraju południowomorawskim. Według danych z dnia 1 stycznia 2014 liczyła 234 mieszkańców.